# AFCEA
AFCEA (Armed Forces Communications and Electronics Association, traducibile come Associazione per le Telecomunicazioni e l'Elettronica militari) è un'associazione nata negli Stati Uniti d'America non-profit, internazionale dal 1979, di interessati alle applicazioni militari delle principali tecnologie elettroniche, suddivisa in Capitoli (per l'Italia ce ne sono due, Roma e Napoli) e che ha come fine principale il networking fra i suoi membri, gli Enti militari e l'Industria; inoltre, tramite eventi, benefits e rivista SIGNAL, la loro formazione. Consiste in 35.000 soci individuali (800 solo a Roma, che è uno dei capitoli più numerosi), 2.000 società associate (oltre 120 a Roma), 155 Capitoli in 34 Nazioni.

## Storia
Poco dopo la Guerra civile americana, veterani dei Signal Corps fondarono la U.S. Veterans Signal Association, nella quale confluì, nel 1918, l'American Signal Corps Association. Nel 1946 il Generale Harry C. Ingles, l'imprenditore David Sarnoff e altri esponenti dell'industria la riorganizzarono e ribattezzarono "Army Signal Association" (il nome attuale è stato scelto nel 1954).